# Río Sajta
Der Rio Sajta ist ein linker Nebenfluss des Río Ichilo, der über den Río Mamoré und den Rio Madeira dem Amazonas zufließt. Er liegt in Bolivien am Fuß der östlichen Anden-Kordilleren.

## Verlauf
Der Río Sajta trägt seinen Namen ab der Mündung des Río Cristal in den Río San Matéo in der Provinz Carrasco im Departamento Cochabamba auf einer Höhe von 620 m zwischen den bolivianischen Voranden.
Der Fluss fließt auf den ersten vierzig Kilometern in nordwestlicher Richtung und bildet hier die Grenze zwischen dem Municipio Pojo im Westen und dem Municipio Entre Ríos im Osten. Am Westrand der Serranía de Iniricarsama tritt der Río Sajta in das Municipio Puerto Villarroel ein und fließt jetzt weitgehend in nördlicher Richtung. Bei Kilometer 67 wird der Fluss von der Puente Sajta, der einzigen Brücke über den Fluss überquert, mit 980 Metern die längste Brücke des Departamentos, auf der die 1657 Kilometer lange Nationalstraße Ruta 4 von Tambo Quemado an der chilenischen Grenze über Cochabamba und Santa Cruz nach Puerto Quijarro an der Grenze zu Brasilien führt.
Der Fluss mäandriert in seinem Unterlauf sehr stark und weist zahlreiche Nebenarme auf, das Flussbett erreicht hier Breiten von mehr als einhundert Metern. Nach insgesamt 140 Kilometern mündet der Río Sajta bei der Stadt Puerto Villarroel in den Río Ichilo.